# Chrám svatého Spasitele v Chóře
Chrám svatého Spasitele v Chóře (řecky ἡ Ἐκκλησία του Ἅγιου Σωτῆρος ἐν τῃ Χώρᾳ) je jeden z nejkrásnějších příkladů byzantského stavitelského a církevního umění.[zdroj?] Středověká budova řeckého pravoslavného chrámu se nachází ve čtvrti Edirnekapı (bývalá Charisijská brána) v tureckém Istanbulu, v západní oblasti okrsku Fatih jižně od paláce Porfyrogennétos (Konstantin VII. Porfyrogennétos).
V 16. století byl chrám přeměněn na mešitu, v roce 1945 na muzeum a od roku 2020 je budova opět přeměněná na mešitu Kariye (turecky Kariye Camii). Chrám je světově proslulý svými dochovanými křesťanskými mozaikami a freskami ze 14. století , které jsou nyní součástí historických oblastí Istanbulu zapsaných na seznamu světového dědictví UNESCO.

## Historie
První chrám na tomto místě byl postaven na konci 4. století směrem k jihu ke Zlatému rohu a během rozsáhlých stavebních úprav města za císaře Theodosia II. v letech 413–414 se chrám ocitl za hradbami města. Chrám byl součástí klášterního komplexu a jeho název je odvozen z mozaikového nápisu v narthexu: Země živých (ἡ Χώρα των ζώντων, přepis: hē Chōra tōn zōntōn). Slovo chora znamená země nebo pole, ale také příbytek a obsahuje jistý mystický smysl, neboť i Pannu Marii lze titulovat jako „příbytek Neobsáhnutelného“.
Nejstarším archeologickým důkazem jsou klenuté podezdívky pod naosem, které byly datovány již do 6. století. Chrám byl poškozen zemětřesením v roce 557 a přestavěn císařem Justiniánem. V 8. a 9. století byl klášterní komplex v Choře centrem odporu proti ikonoklasmu a jejím igumenem byl ikonodulský světec Michael Synkellos. Byli zde pohřbeni i další ikonodulští světci, včetně sesazeného patriarchy Germanose a Theofana Grapti.
Na příkaz Marie Dukainy, tchyně císaře  Alexia I.Komnéna  byl chrám na konci 11. století znovu přestavěn, ve 12. století snad po zemětřesení obnoven sebestokrátorem Isaakem Komnenosem (zobrazeným na mozaice Deisis ve vnitřním narthexu), kdy nabyl podobu atrofovaného řeckého kříže. Izák Komnenos, mladší bratr císaře Jana II. (1118–1143), si nechal v Chóře postavit hrobku, i když později byl pohřben v monastýru Kosmosoteira v Bera. V roce 1081 byl v Chóře pohřben také patriarcha Kosmas.

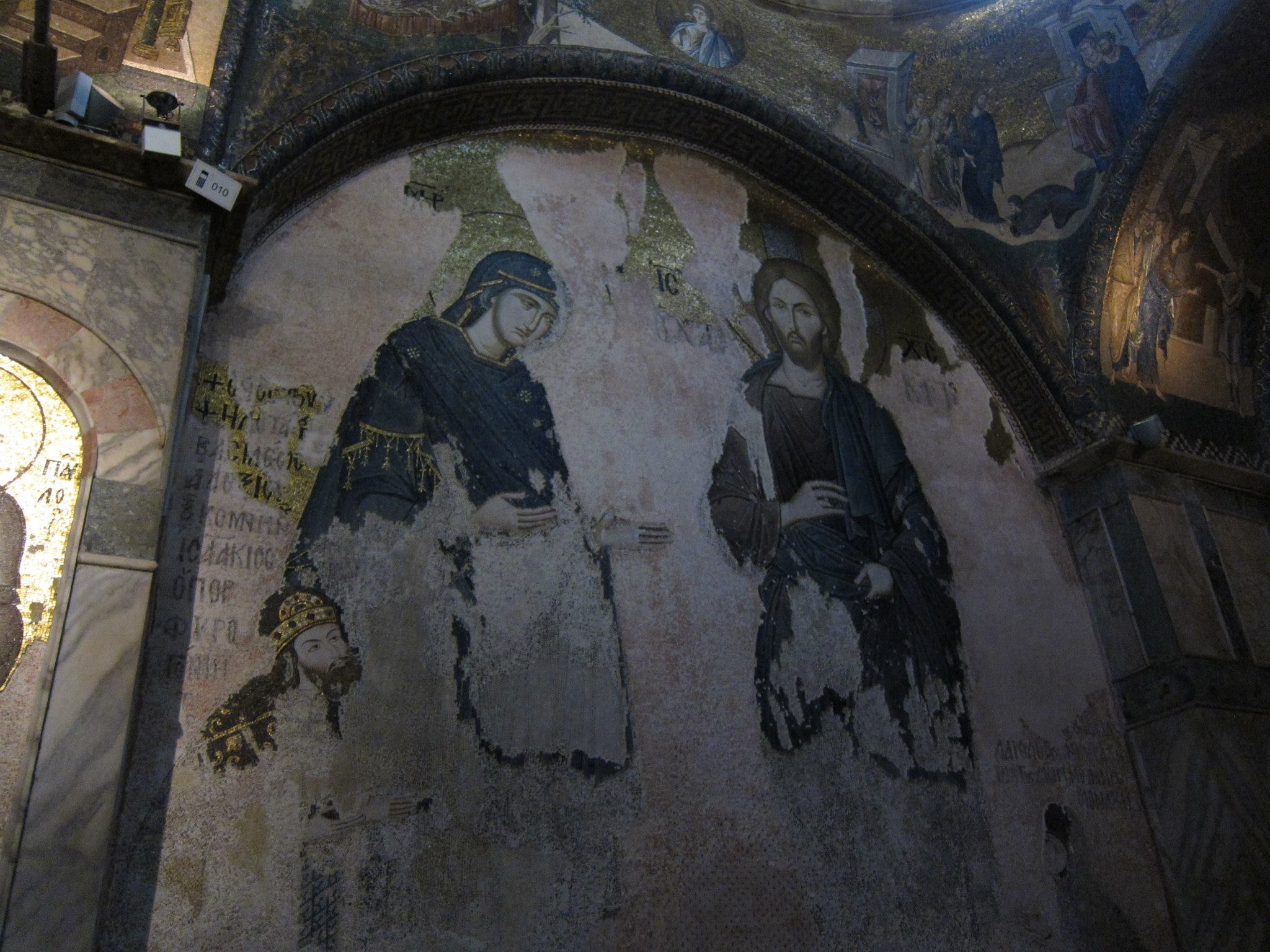
Chóra – mozaika Deisis, vlevo dole Izák Komnenos a vpravo dole monachyně Melanie.

Během Latinského císařství v Konstantinopoli (1204–1261) byl komplex v Chóře buď poškozen nebo velmi zchátral, jak se vyjádřili učenec Maximos Planudes i patriarcha Athanasios. Monachyně Melanie (dříve Marie Palaiologina, dcera císaře Michala VIII.) věnovala monastýru dary a možná v této době sponzorovala některé opravy, protože je vyobrazena na mozaice Deisis ve vnitřním nartexu.

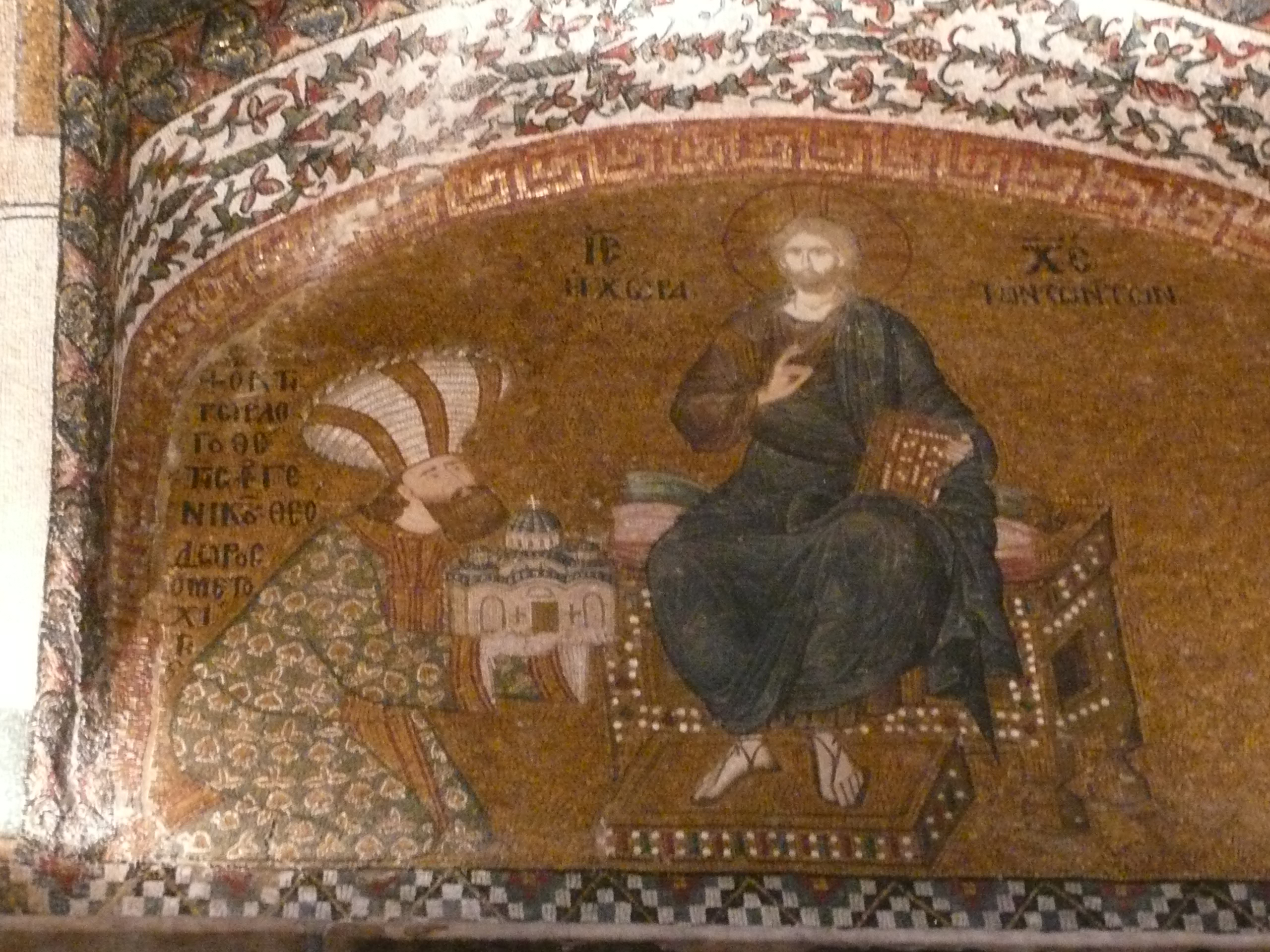
Donátorská mozaika Theodora Metochíta.

Theódoros Metochités (1270–1332) začal chrám v Choře obnovovat ve velkém stylu kolem roku 1315. V době zahájení projektu byl ministrem státní pokladny a následně byl povýšen na velkého logotheta (1316-1321). Byl také jedním z největších učenců své doby a prvním necísařským zakladatelem monastýru v pozdně byzantské době. Jeho portrét se nachází nad vchodem do náosu (lodi), kde je zobrazen, jak obětuje chrám Kristu. Dochované fresky jsou ukázkou tzv. palaiologovské renesance.
Chóra byla jedním z prvních chrámů, které byly vypleněny, když Osmané v roce 1453 město dobyli. Za vlády sultána Bajezida II. budova byla přestavěna na mešitu velkovezírem Atikem Ali pašou před rokem 1511, doplněna minaretem a stala se známou jako mešita (Ali Paša) Kenise nebo Kariye (arabský překlad řeckého slova chóra). Křesťanské mozaiky a fresky byly částečně zakryty vrstvou omítky kolem 17. nebo 18. století a znovu objeveny při rekonstrukci v roce 1948.

## Umění a architektura

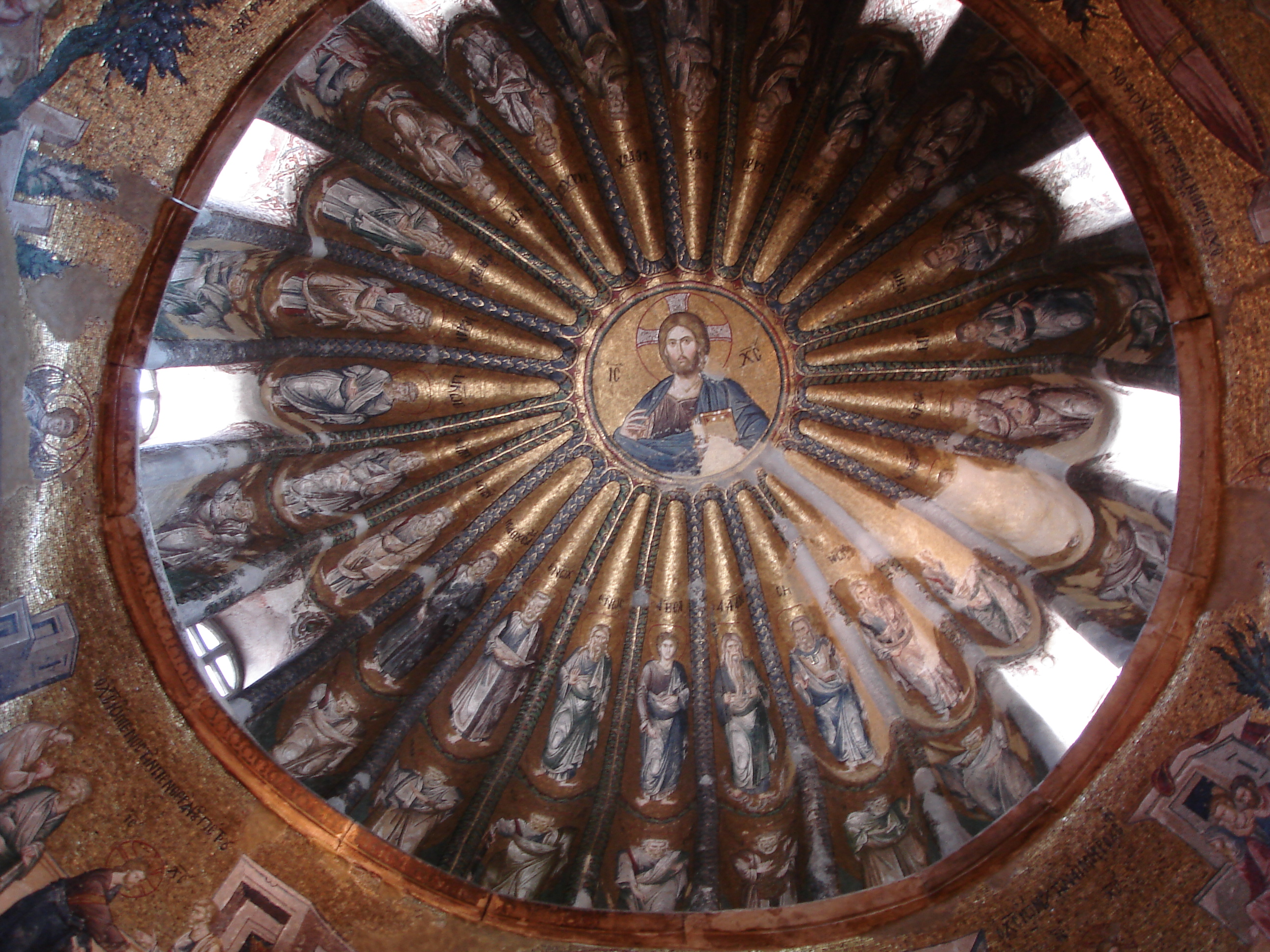
Jižní kupole chrámu s vyobrazením Krista Pantokratóra

První fázi současné hlavní stavby pravděpodobně tvořil půdorys kříže ve čtverci s malou kupolí spočívající na čtyřech sloupech. Severní, západní a jižní stěny naosu pocházejí z 11. století a po obnově ve 12. století získal chrám podobu atrofovaného řeckého kříže. Sloupy byly nahrazeny pilíři podpírajícími oblouky, budova zároveň dostala mnohem větší kupoli a zvětšena byla i její apsida. Tyto změny umožnily větší stabilitu i prostornější interiér.
Za Metochitovy obnovy byla přestavěna hlavní chrámová kupole a boční prostory apsidy, přičemž stavitel vyměnil i kněžiště a přistavěl parekklesion. Interiér Chóry byl nově vyzdoben mramorovými obklady, mozaikami a freskami. V jihozápadním rohu budovy se původně nacházela zvonice, která byla později nahrazena minaretem.

## Interiér

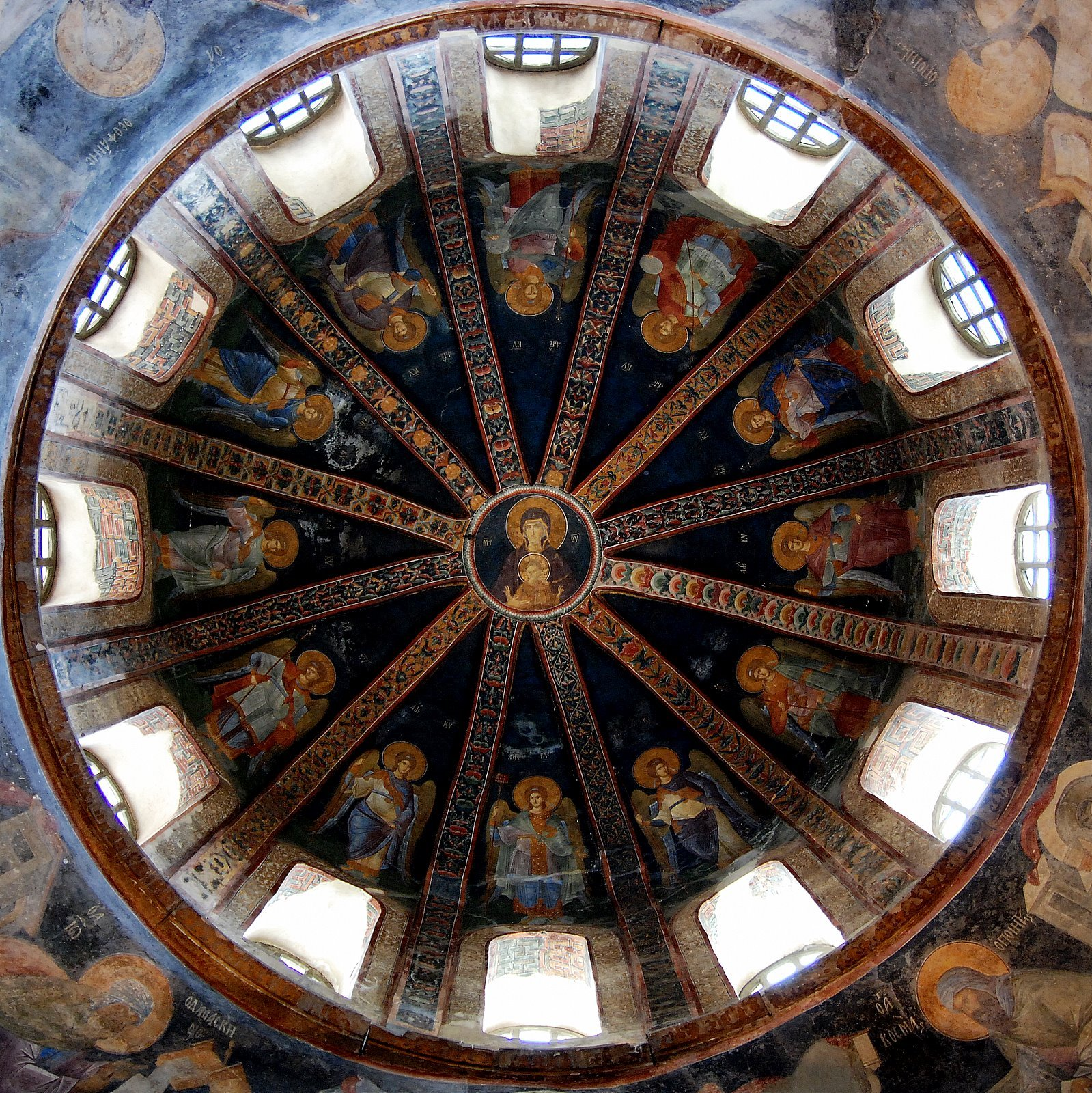
Severní kupole chrámu v narthexu s vyobrazením Theotokos uprostřed v parekklésionu

Chrám v Chóře není tak velký jako některé jiné dochované byzantské chrámy v Istanbulu (má rozlohu 742,5 m²), ale je mezi nimi jedinečný díky své téměř kompletně dochované vnitřní výzdobě. Budova je rozdělena na tři hlavní části: narthex (vstupní hala), naos (loď) a parekklesion (boční kaple). Chrám má šest kupolí: dvě nad esonarthexem, jednu nad parekklesionem a tři nad naosem.
Na kupolích je  ve dvou řadách vyobrazeno 66 Kristových předků a vrchol jižní kupole zobrazuje samotného Krista a severní kupole Pannu Marii s králi Davidova rodu. Ve spodních řadách jsou umístěni méně významní předci Krista.

### Narthex
Do narthexu ústí hlavní západní dveře chrámu a je rozdělen na vnitřní (esonarthex) a vnější (exonarthex). Vnější narthex byl původně otevřeným portikem, ale ve 14. a 15. století byly jeho průchody uzavřeny a přeměněny na arkosolium (pro pohřbívání).
Oba narthexy jsou bohatě zdobeny mozaikami s cykly ze života Panny Marie a Krista, přičemž tři pole vnitřního narthexu zobrazují příběh Panny Marie (na základě Protoevangelií), lunety vnějšího narthexu cyklus Kristova dětství a kupolovité klenby vnějšího narthexu zobrazují Kristovu službu a zázraky.

Půdorys chrámu svatého Spasitele v Chóře

#### Exonarthex
Exonarthex  je první část chrámu, do které se vstupuje. Je to příčná chodba široká 4 m a dlouhá 23 m, která je na východní straně částečně otevřená do souběžného vnitřního narthexu. Jižní konec exonarthexu se otevírá skrze esonarthex a tvoří západní předsíň k parekklesionu. Exonarthex zdobí mozaiky:
1. Josefův sen a cesta do Betléma
2. Zápis lidu ke zdanění
3. Slavnost Narození Páně
4. Cesta Tří králů
5. Pátrání krále Heroda
6. Útěk do Egypta
7. dvě fresky o Vraždění neviňátek na příkaz krále Heroda
8. Matky truchlící nad svými dětmi
9. Útěk Alžběty, matky Jana Křtitele
10. Josefův sen a návrat Svaté rodiny z Egypta do Nazareta
11. Kristus přiveden do Jeruzaléma na Velikonoce
12. Jan Křtitel svědčí o Kristu
13. Zázrak
14. Další tři zázraky
15. Ježíš Kristus
16. Panna Maria a modlící se andělé

#### Esonarthex

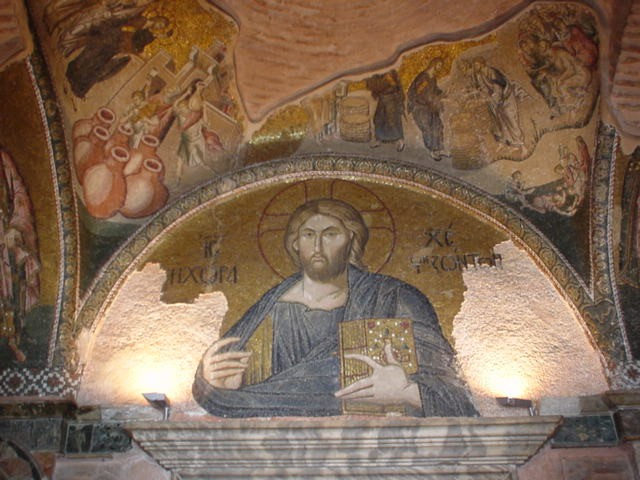
Mozaika v lunetě nad vchodem do esonarthexu zobrazuje Krista jako Zemi živých. V levém horním rohu je zobrazen Zázrak na svatbě v Káně Galilejské.

Esonarthex paralelně běží s exonarthexem, je stejně široký, avšak jen 18 m dlouhý. Střední neboli východní dveře se otevírají do naosu, zatímco další dveře na jižním konci esonarthexu se otevírají do obdélníkové předsíně parekklesionu. Na jeho severním konci vedou dveře z esonarthexu do široké západovýchodní chodby, která vede podél severní strany naosu a do prothesis (Žertvennik).
Nad esonarthexem se klenou dvě kupole. Menší je nad vchodem do severní chodby, větší je uprostřed mezi vchody do naosu a parekklesionu. Mozaiky:
1. Korunovaný Kristus s Theodorem Metochitem představující model svého chrámu
2. Svatý Petr
3. Svatý Pavel
4. Deesis: (bez Jana Křtitele) se dvěma dárci níže
5. Kristův rodokmen
6. Náboženští a vznešení předkové Krista

Mozaiky v prvních třech polích popisují život Panny Marie a jejích rodičů. Některé z nich jsou následující:
1. Odmítnutí Joachimovy oběti (Svatý Jáchym)
2. Zvěstování svaté Anně: anděl Páně oznamuje Anně, že její modlitba za dítě byla vyslyšena
3. Setkání Jáchyma a Anny u Zlaté brány
4. Narození Panny Marie
5. Prvních sedm kroků Panny Marie Svatý Petr – mozaika

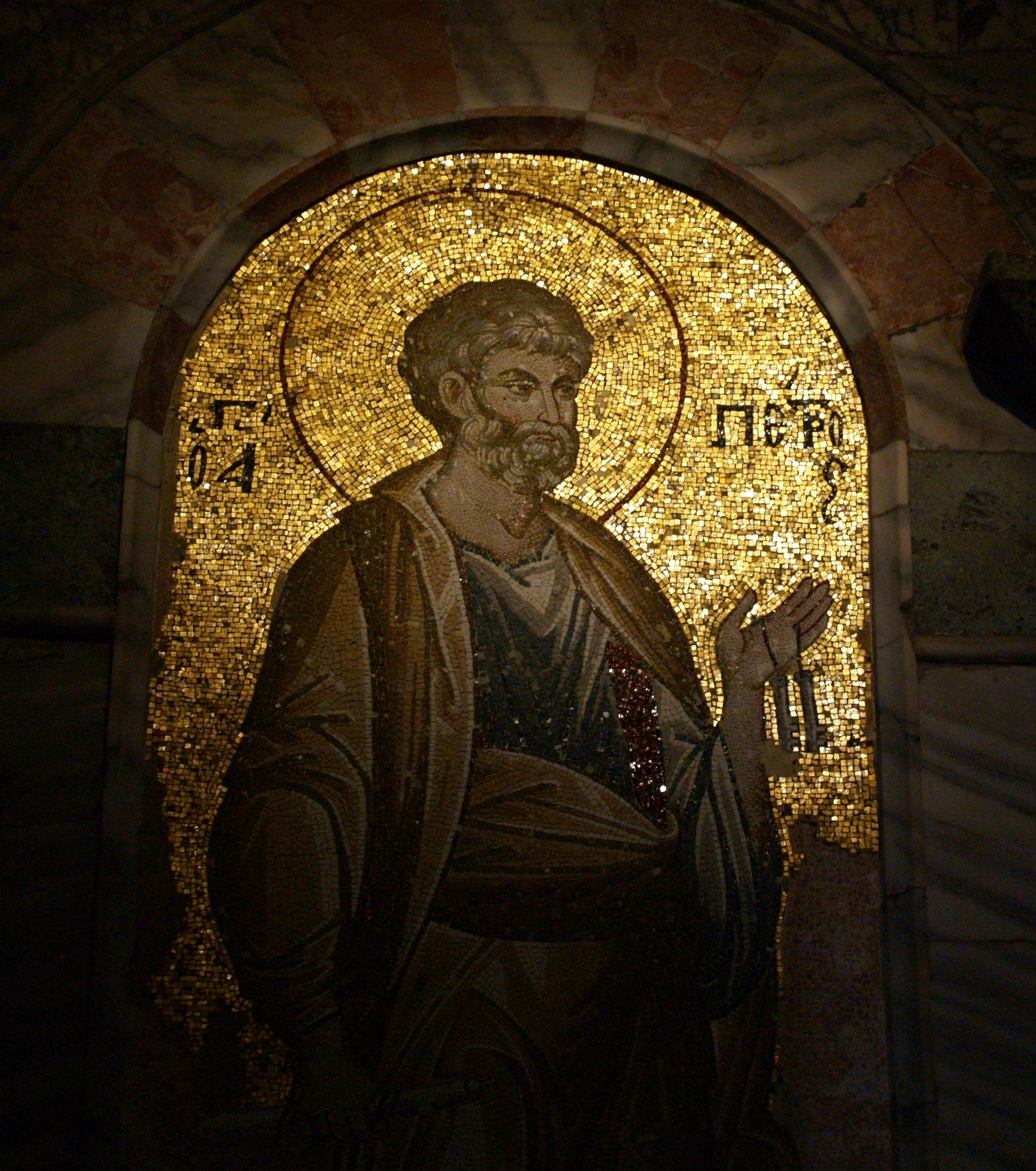
Svatý Petr – mozaika

6. Panna Marie, kterou rodiče obdařili láskou
7. Panna Marie požehnaná kněžími
8. Uvedení přesvaté Bohorodice do chrámu
9. Panna Marie dostává chléb od anděla
10. Panna přijímá předivo purpurové vlny, protože kněží se rozhodli, že služebné dívky utkají závěs pro chrám
11. Zachariáš se modlil; když nastal čas, aby se Panna Marie provdala, svolal velekněz Zachariáš všechny vdovce, položil jejich pruty na oltář a modlil se za znamení, které by ukázalo, komu má být dána
12. Panna Maria svěřená Josefovi
13. Josef bere Pannu Marii do svého domu
14. Zvěstování Panně Marii u studny
15. Josef opouští Pannu Marii; Josef musel odjet na šest měsíců na služební cestu, a když se vrátil, byla Panna těhotná, což vzbudilo jeho podezření.

### Naos

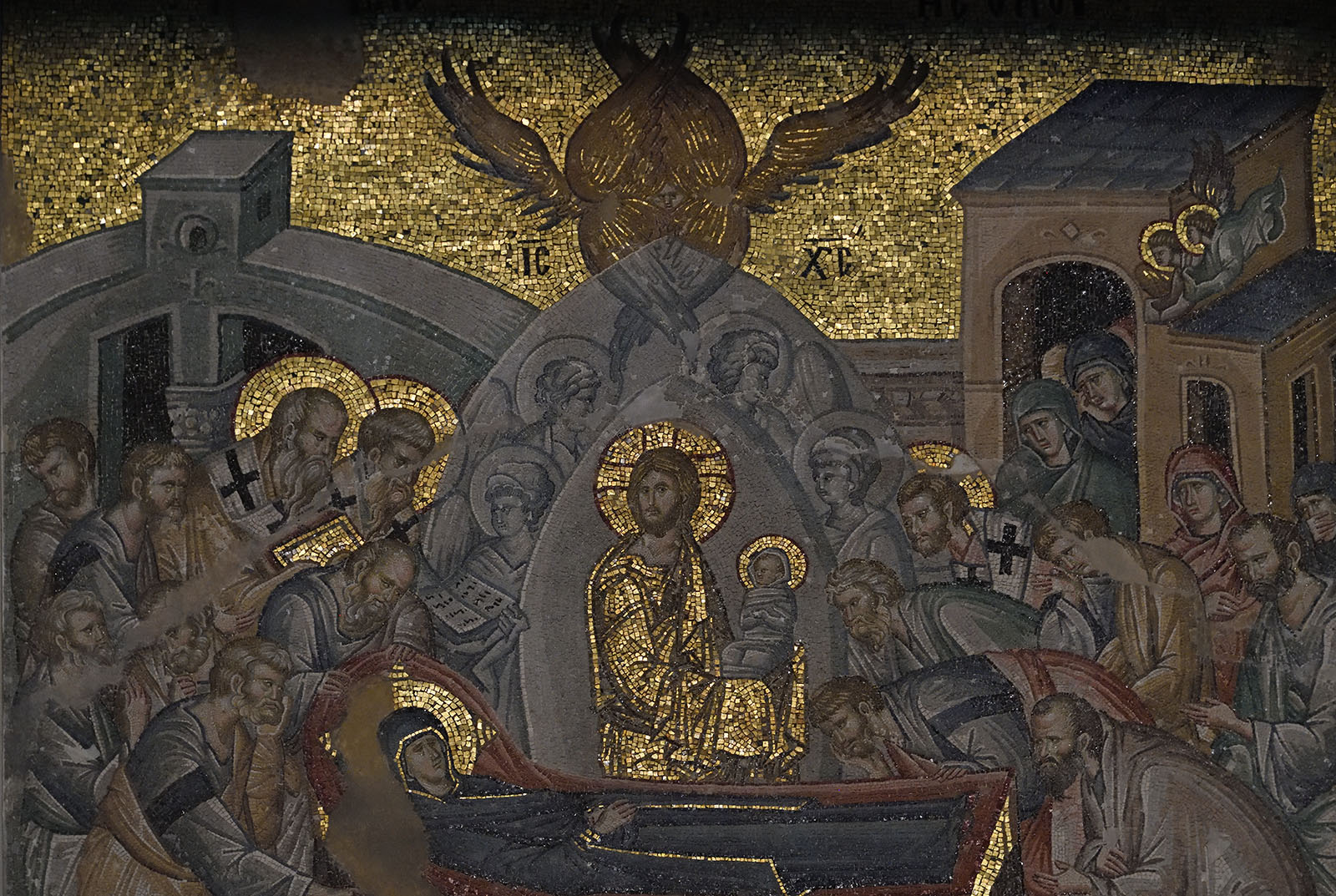
Koimesis – střední část

Střední dveře esonarthexu vedou do hlavní části chrámu – naosu. Nad středem naosu se nachází největší kupole chrámu (průměr 7,7 m). Dvě menší kupole lemují skromnou apsidu: severní kupole je nad prothesis, která je krátkým průchodem spojena s bémou; jižní kupole je nad diakonikonem, do kterého se vstupuje přes parekklesion.
Dochované mozaiky a fresky zahrnují cykly života Krista a Panny Marie, starozákonní předky Krista a starozákonní předobrazy Panny Marie a Poslední soud. Mramorové obložení naosu ze 14. století je téměř kompletně zachováno, ačkoli z mozaik naosu se dochovalo jen málo. Výzdoba kleneb a horních stěn pravděpodobně zahrnovala cyklus dvanácti svátků, jak bylo obvyklé, ačkoli se dochovala pouze Koimesis (Zesnutí přesvaté Bohorodice) a stojící postavy Krista a Panny Marie po obou stranách apsidy:
1. Koimesis – poslední spánek Panny Marie před vystoupením do nebe. Ježíš drží v náručí dítě, které symbolizuje Mariinu duši

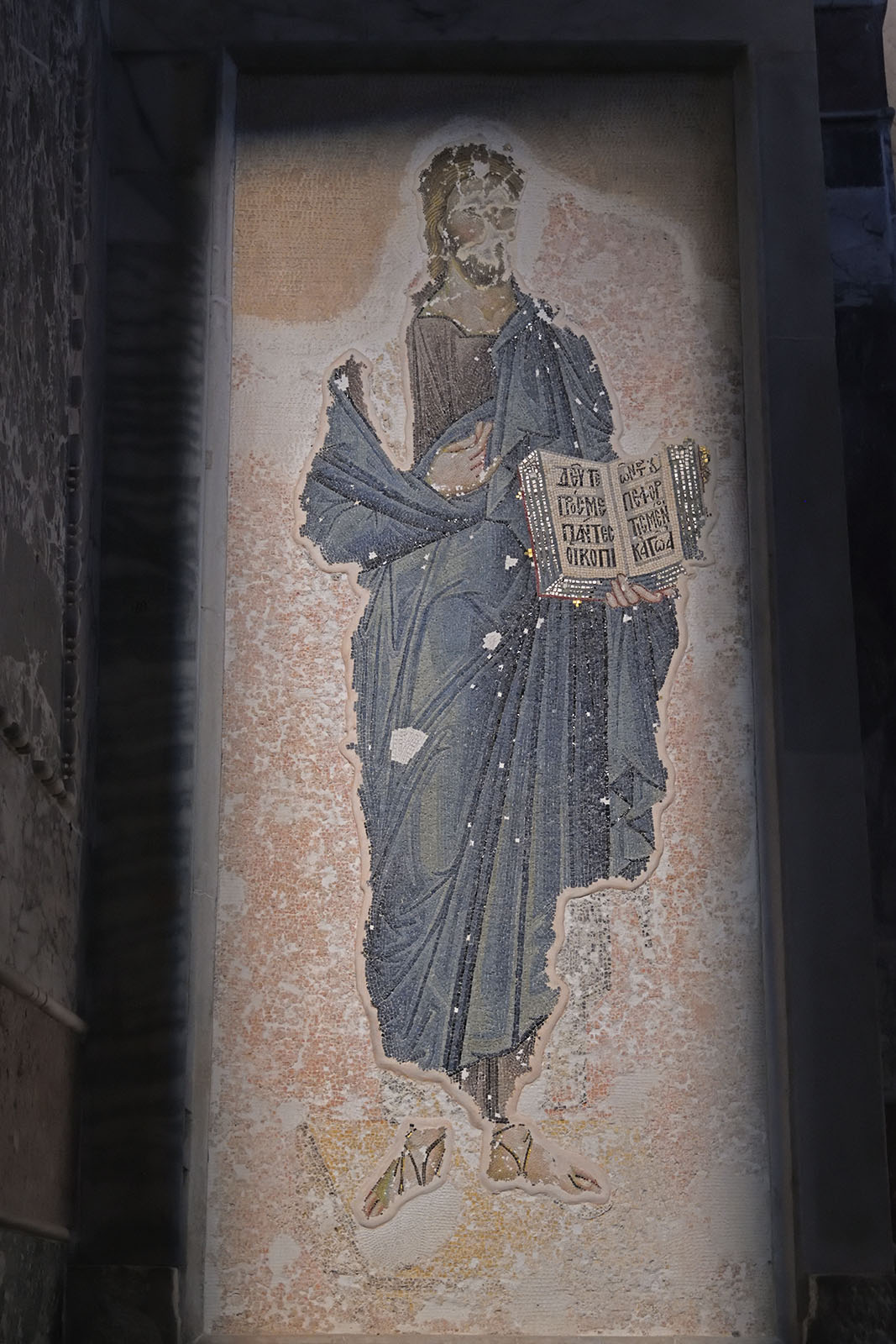
Ježíš Kristus, apsida v naosu

2. Ježíš Kristus
3. Theotokos (Panna a Dítě)

### Parekklésion
Vpravo od esonarthexu se otevírají dveře do boční kaple neboli parekklésionu, která sloužila jako pohřební kaple pro rodinné pohřby a smuteční akty a ceremonie. Parekklésion má tvar dvoupodlažní apsidové haly s dýňovou kupolí a obsahoval čtyři arkosolia s hrobkami, po dvou na severní a jižní stěně, zatímco další hrobka se nacházela pod podlahou uprostřed apsidy. Pod parekklésionem se nacházela cisterna o dvou klenutých komorách (15,3 x 1,8 m) k zachycování dešťové vody. Severně od naosu se nachází dvoupodlažní přístavba, jejíž spodní patro spojuje předsíň se severní kaplí. Horní patro, do kterého vede schodiště, mohlo sloužit jako skeuophylakion nebo knihovna.
Střed střechy kaple zdobí druhá největší kupole (průměr 4,5 m). Malá chodba spojuje parekklésion přímo s naosem a mimo tuto chodbu se nachází malá oratoř a skladiště. Hlavním tématem parekklésionu je spása. Je obložena arkosolií a vyzdobena freskami. Na stěnách jsou obrazy stojících světců, zatímco v její západní kupoli je obraz Panny Marie. Východní výklenek je věnován Poslednímu soudu, jehož středobodem je freska Anastasis (Vzkříšení Ježíše Krista), po jehož stranách jsou zatracenci a vstup vyvolených do ráje.
Parekklesion je pokryt freskami:

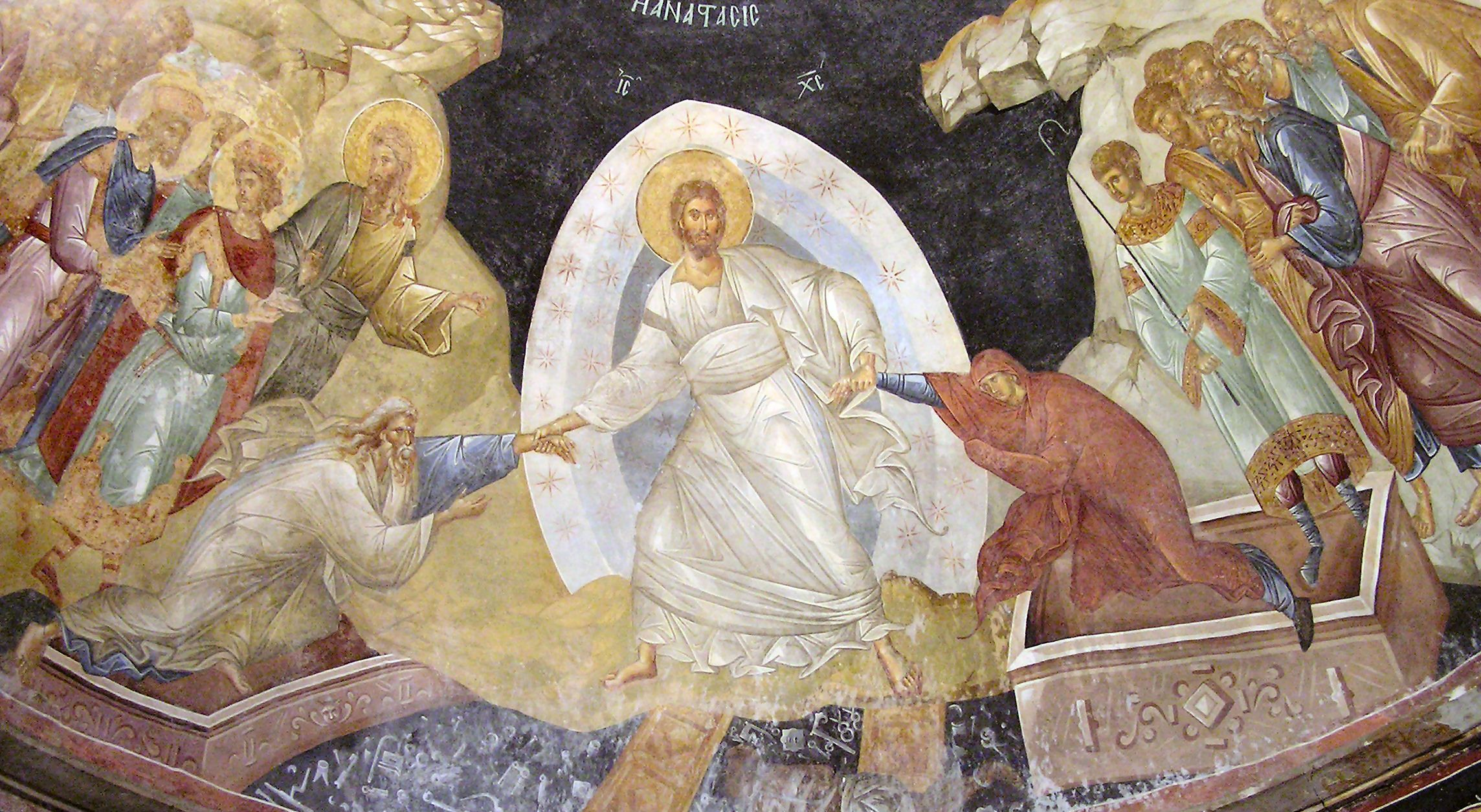
Chóra, freska Anastasis v parekklésionu

1. Anastasis (doslova Vzkříšení): Sestoupení Krista do pekel. Kristus, který právě prolomil brány pekla, stojí uprostřed a vytahuje Adama a Evu z jejich hrobů. Za Adamem stojí Jan Křtitel, David a Šalamoun. Ostatní jsou spravedliví králové
2. Poslední soud neboli Druhý příchod Ježíše Krista. Kristus kraluje na trůně a po jeho stranách stojí Panna Marie a Jan Křtitel (Deisis.)
3. Panna a Dítě
4. Nebeský dvůr andělů
5. Dva panely s Mojžíšem

## Galerie

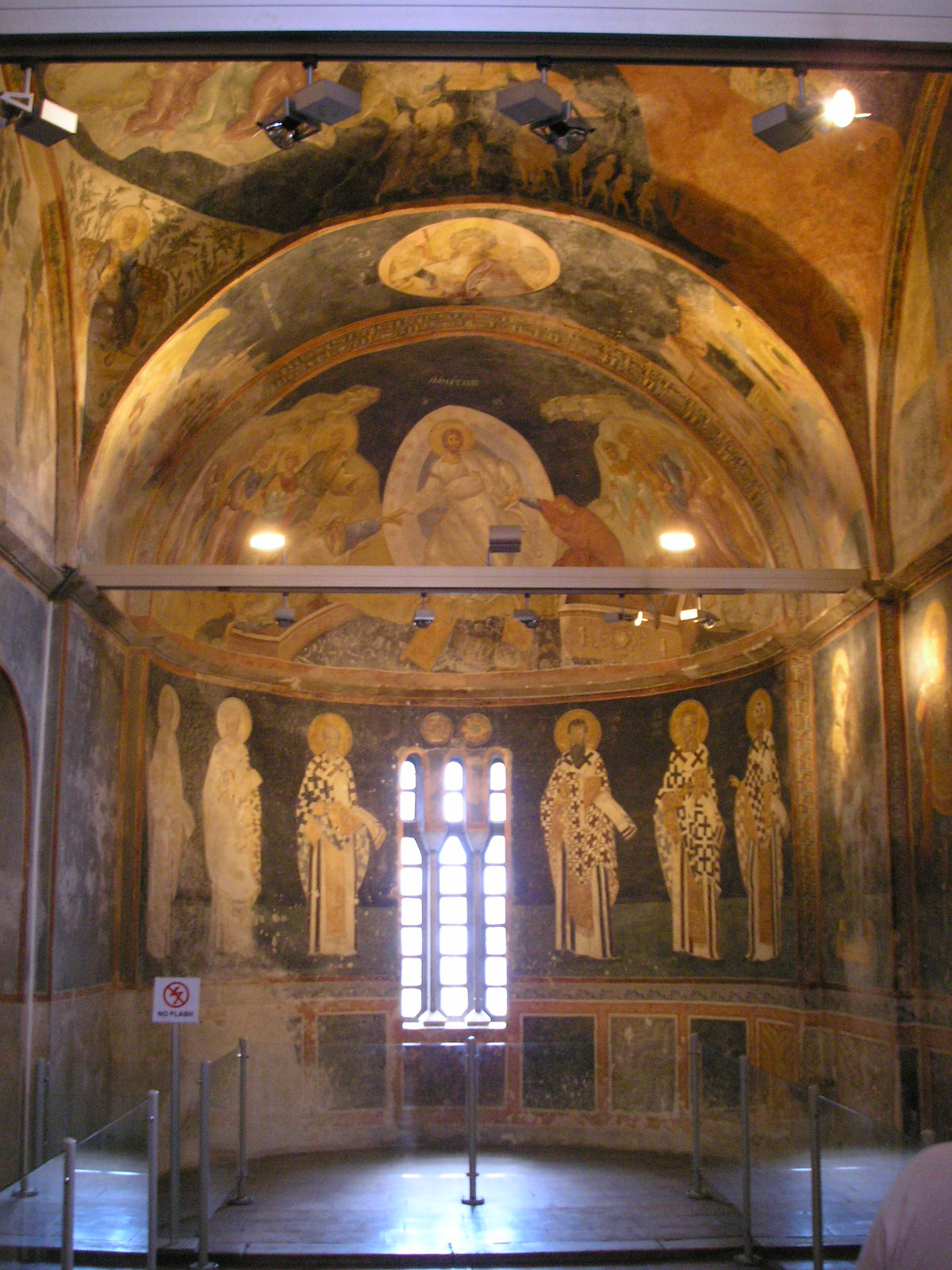
Chóra – pohled do pakklesionu
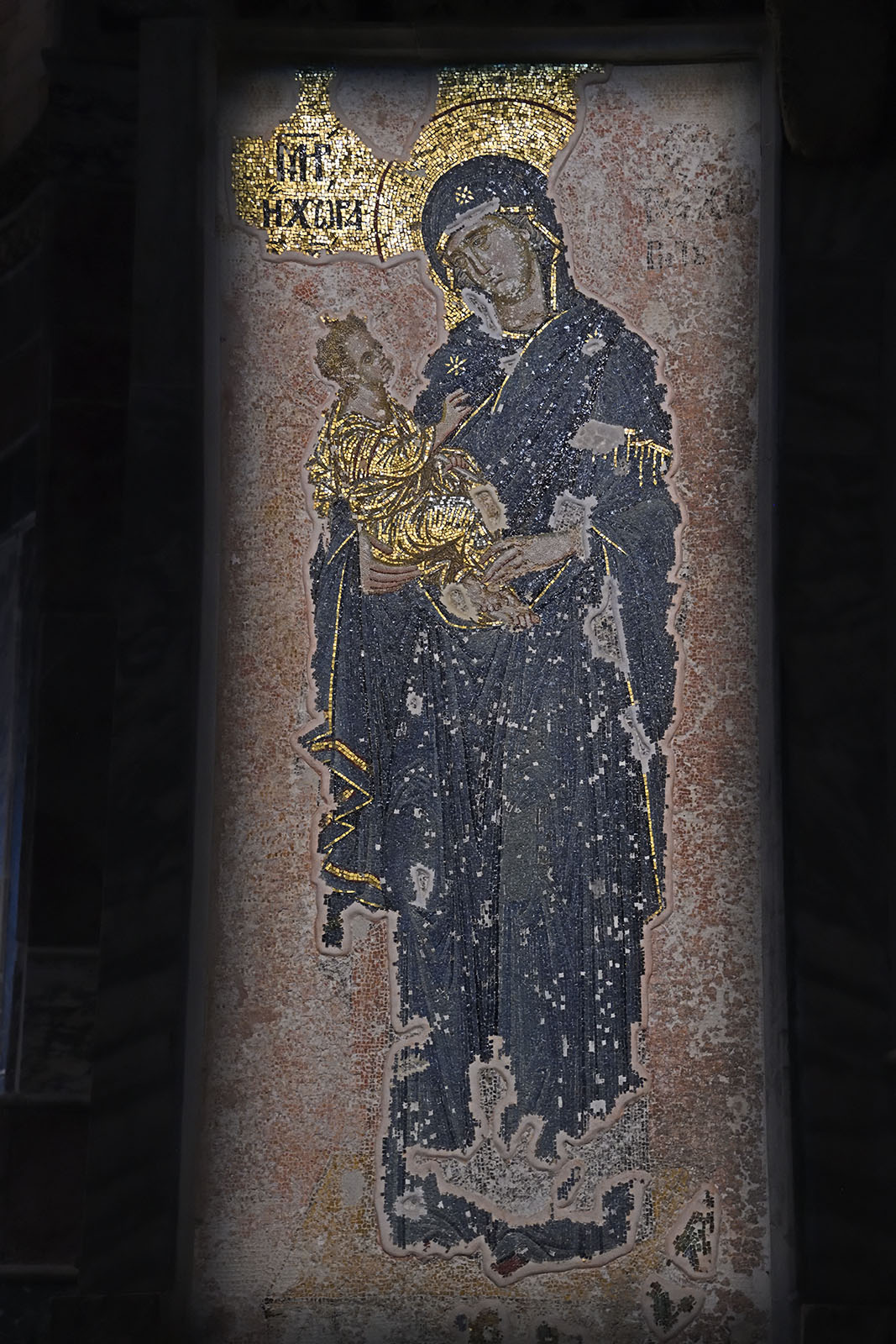
Panna Marie a Dítě – apsida v naosu
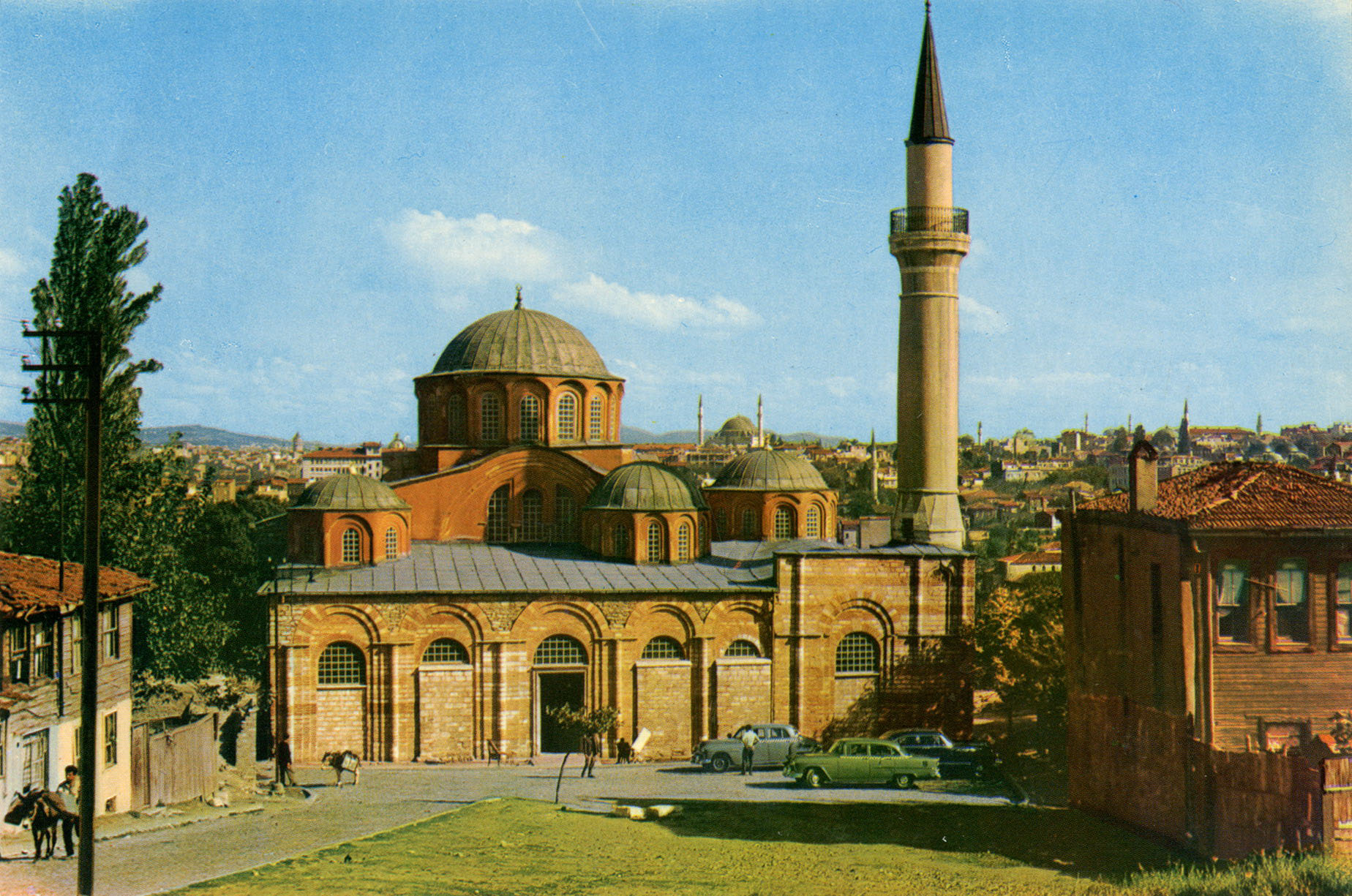
Chóra – bývalý klášterní komplex a okolí
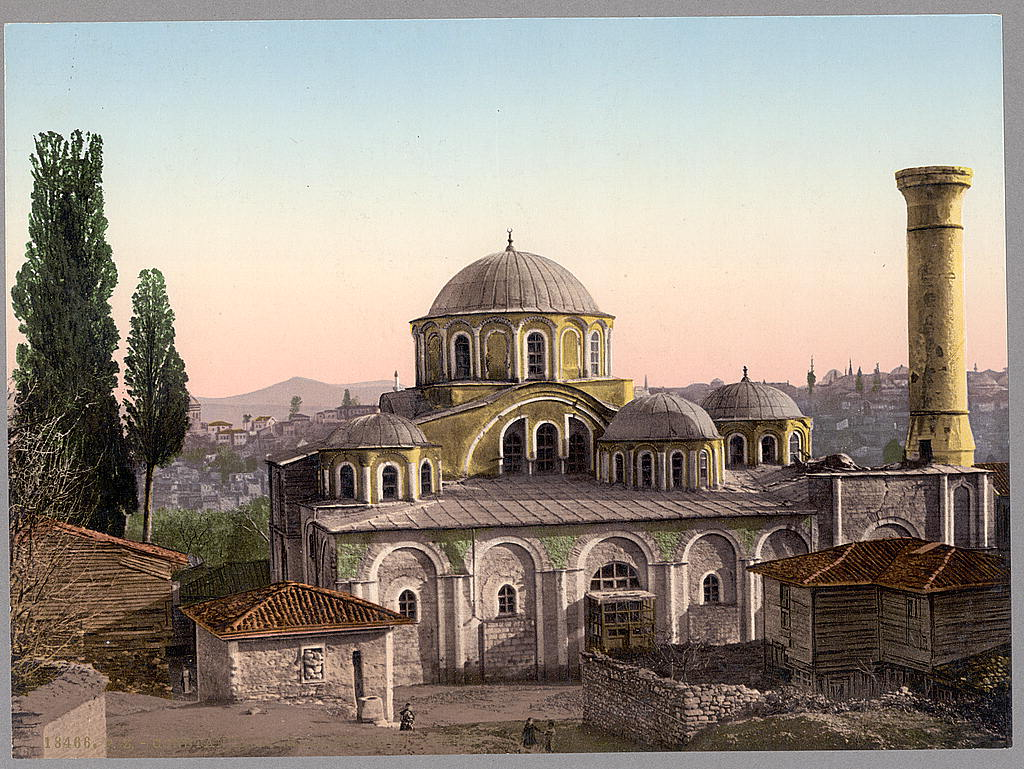
Chóra – dobová pohlednice kolem roku 1900
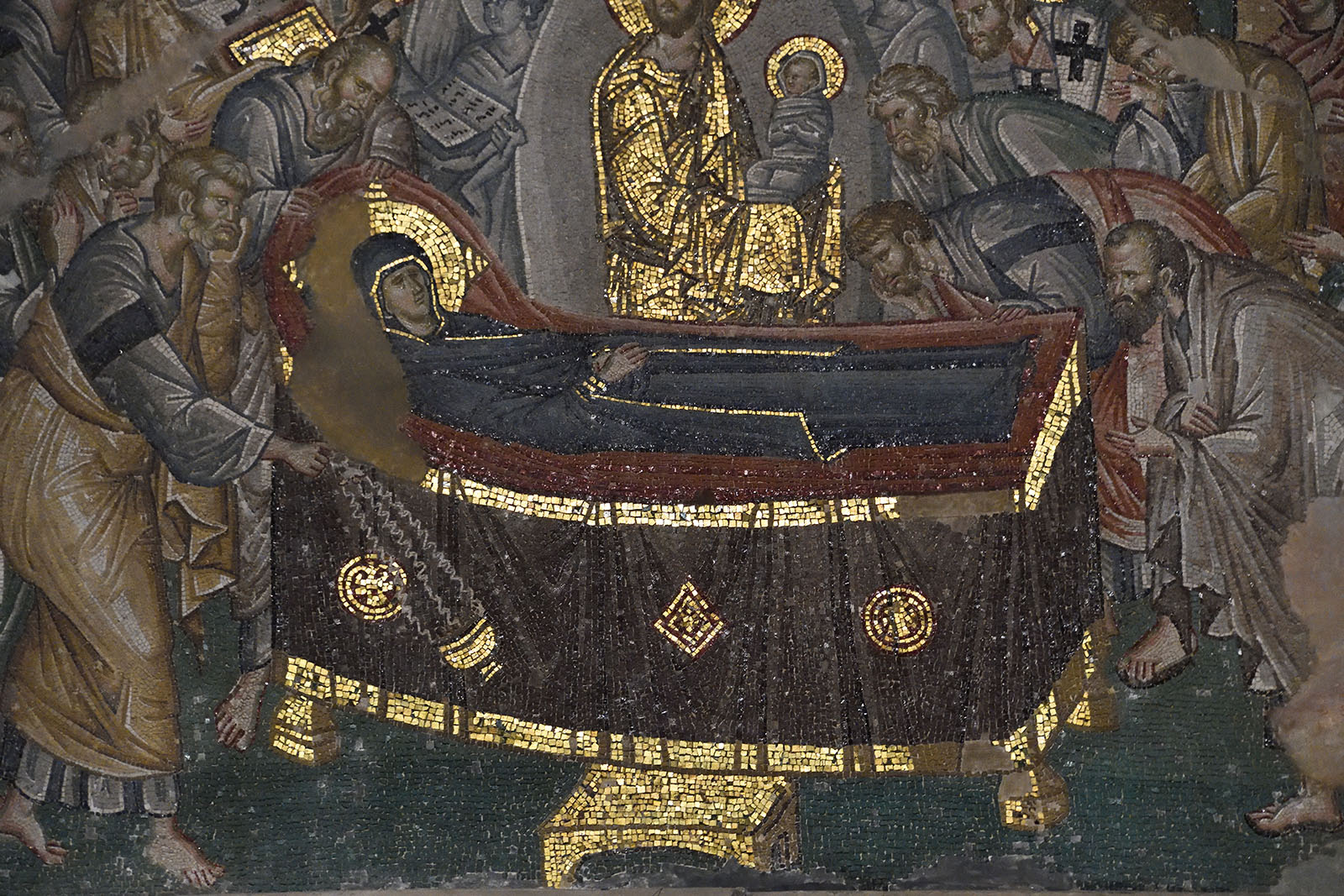
Chóra – Koimesis (detail)
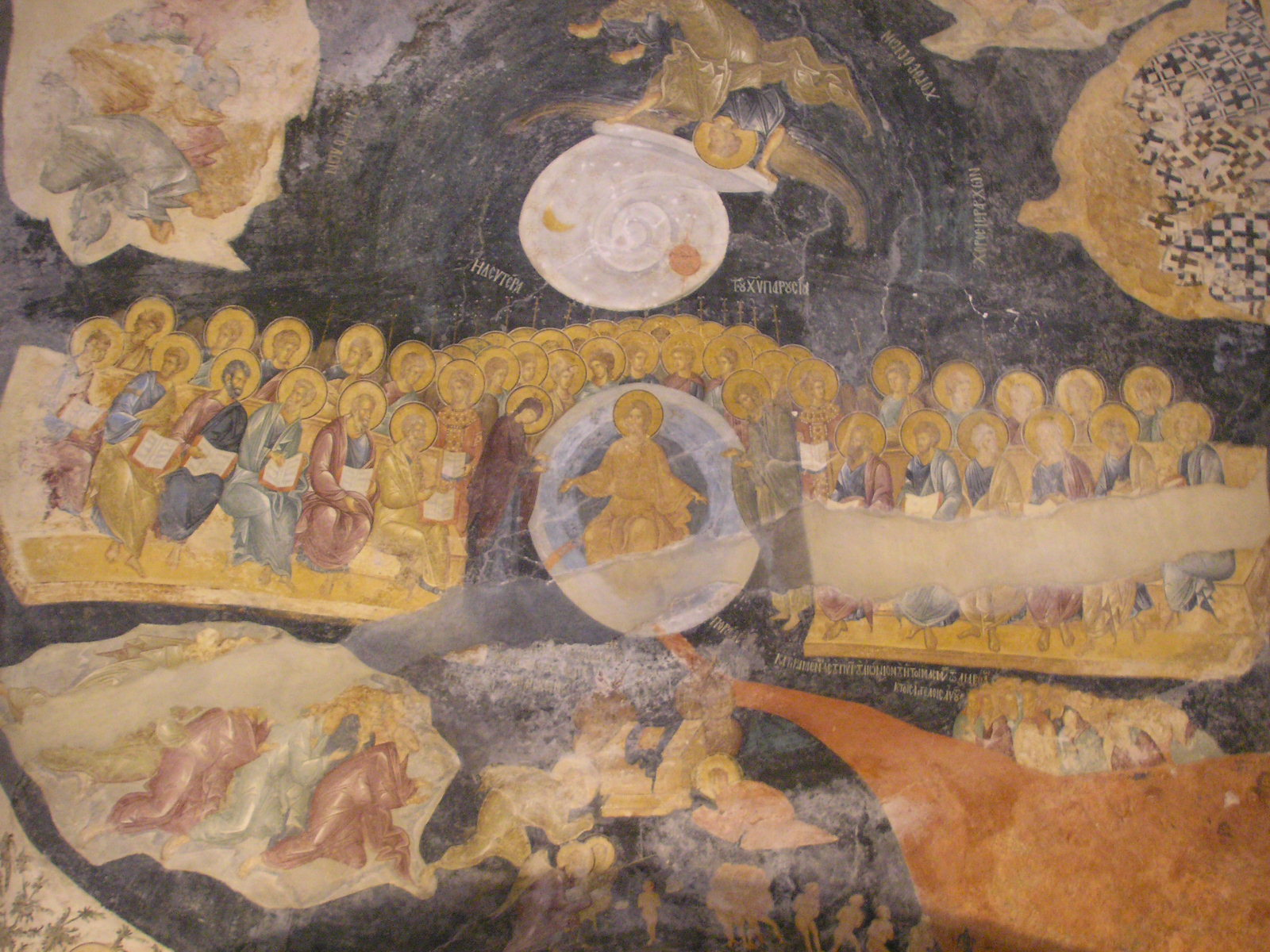
Chóra – freska Poslední soud
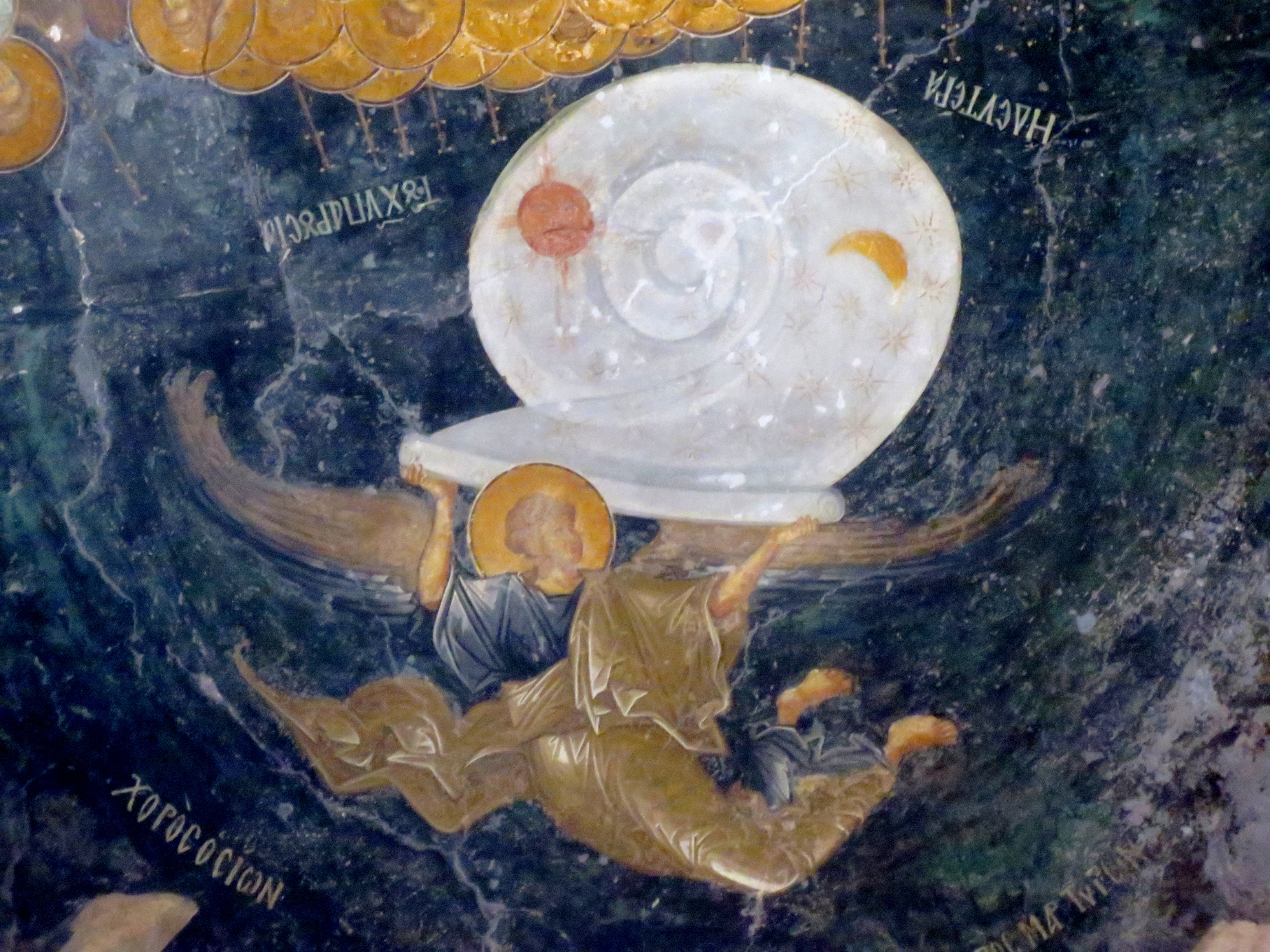
Chóra – detail fresky Poslední soud: Rozkladu propadne všechen nebeský zástup: nebesa se svinou jako kniha a všechen jejich zástup bude padat, jako opadává listí z vinné révy a padavče z fíkovníku. Iz 34, 4 (Kral, ČEP)
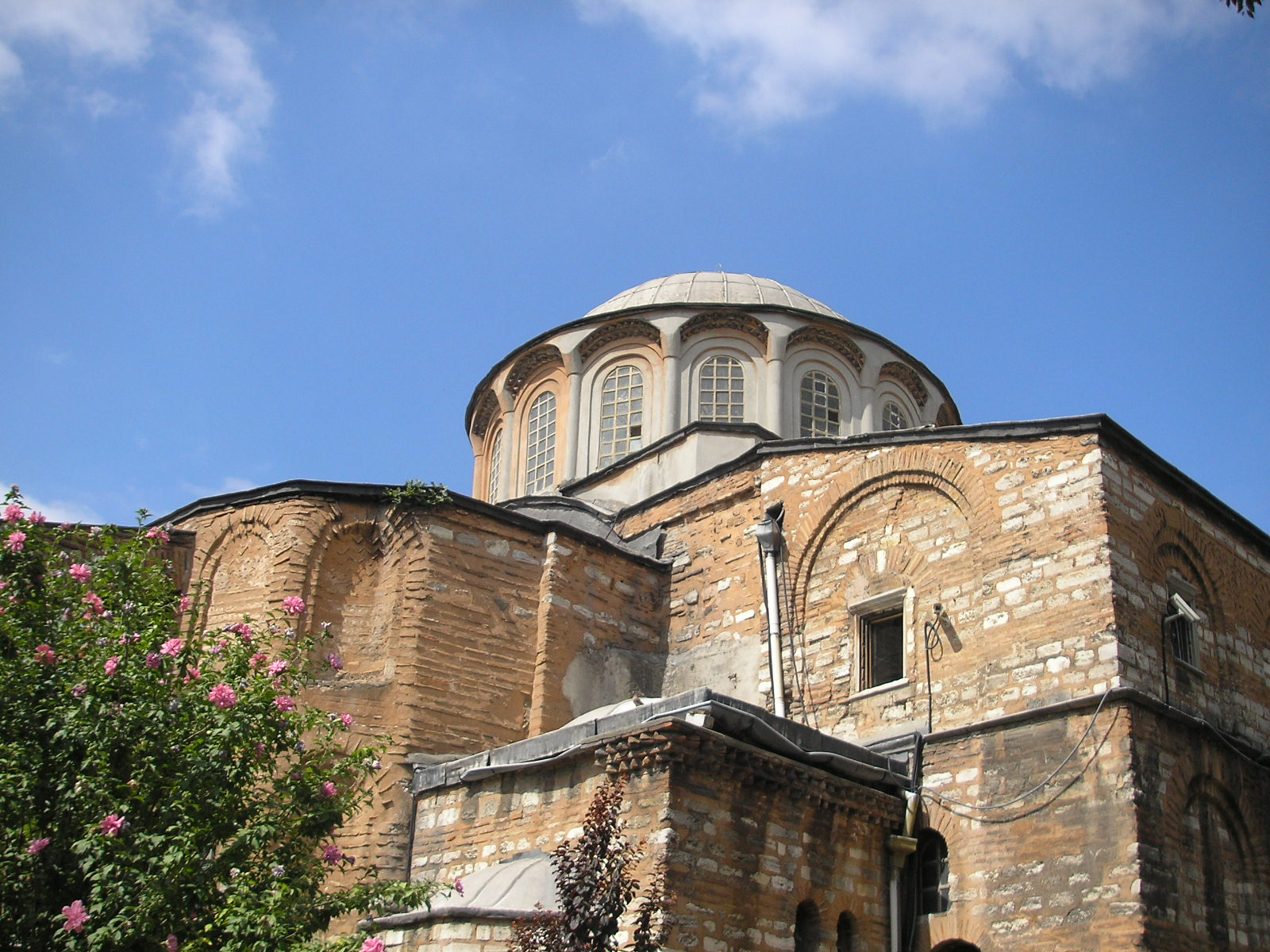
Chóra – Konstantinopol
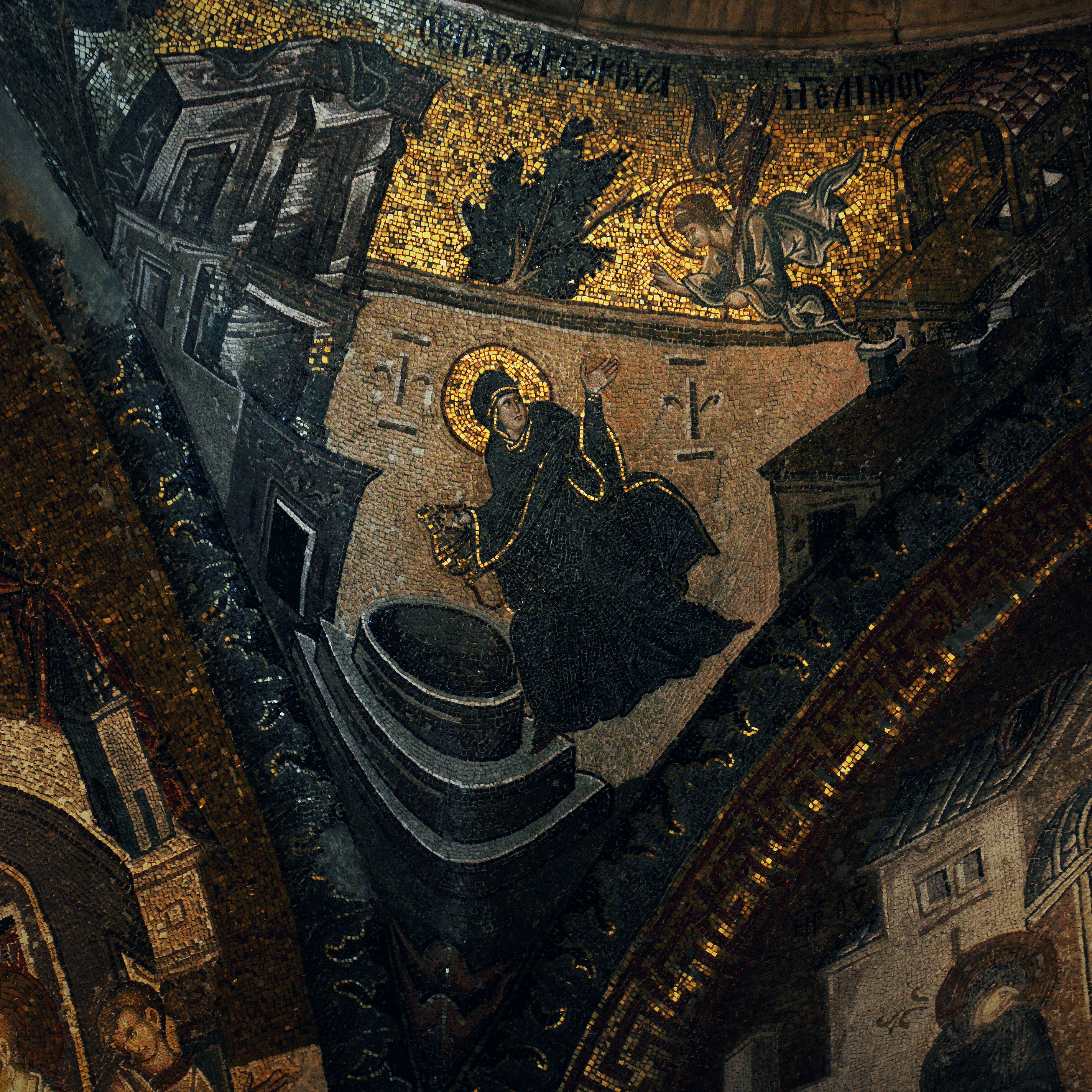
Chóra – Zvěstování Panny Marie
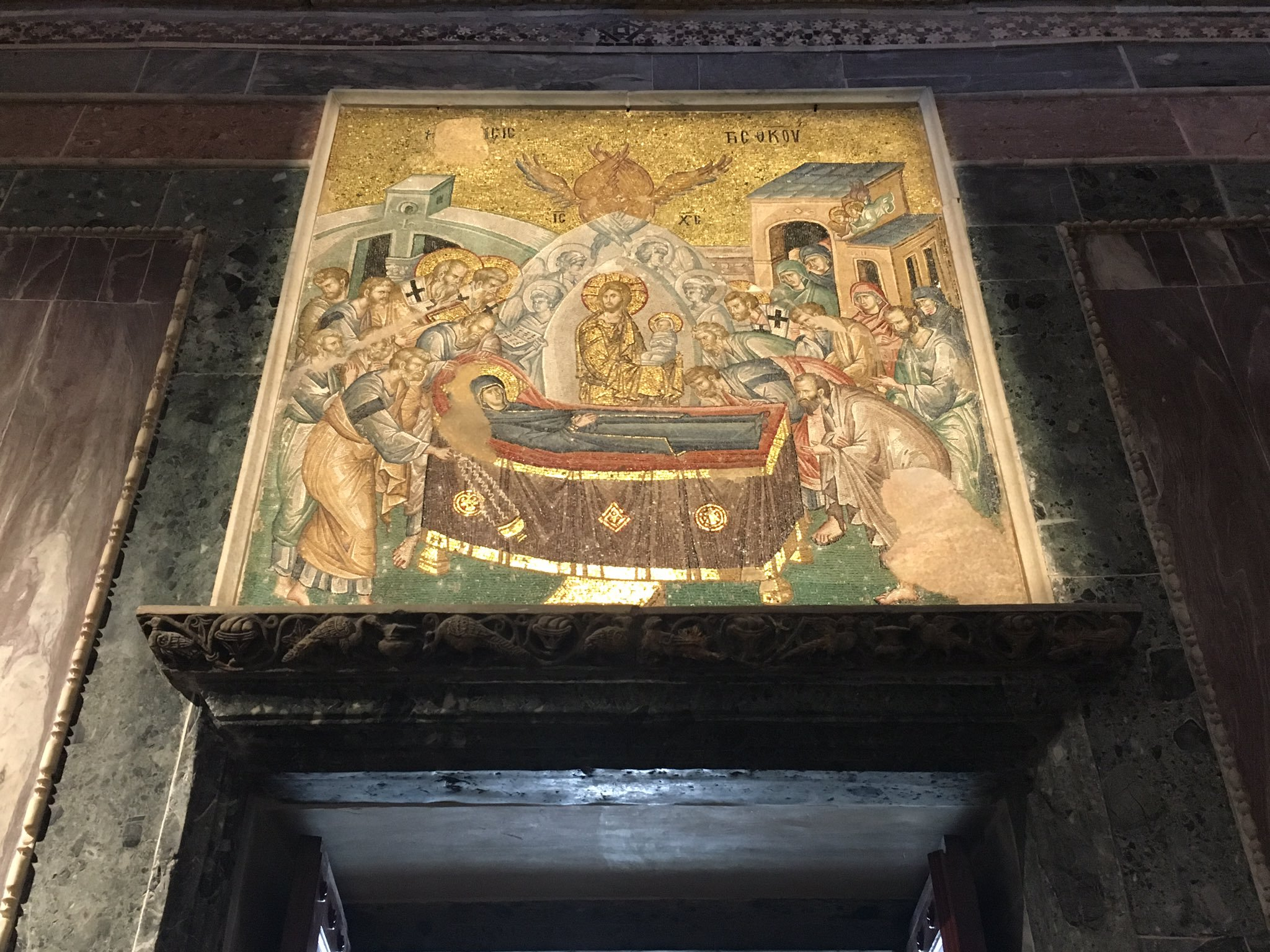
Chóra – Koimesis, umístění

### Podobné články
- Hagia Sofia
- Monastýr Krista Pantokratora
- Theotokos Pammakaristos
- Chrám svatých Apoštolů
- Chrám Bohorodice Farosské
- Chrám Matky Boží Vlachernské
- Chrám svatého Polyeukta
- Chrám Matky Boží Životodárného pramene
- Lips monastýr (mešita Fenari Isa)